# Laura de Noves

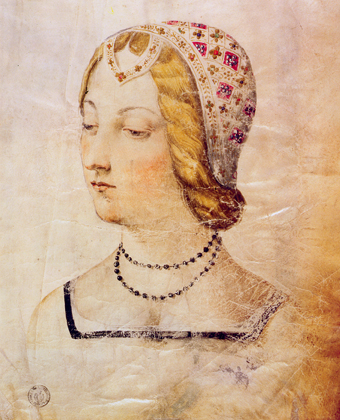
Retrato de Laura en la Biblioteca Laurenciana.

Laura de Noves, también conocida como Laura de Sade (¿Noves?, 1310 – Aviñón, 6 de abril de 1348), fue una noble provenzal, esposa del marqués Hugo de Sade, probablemente oriunda de Noves o Aviñón. Podría ser la Laura conocida, amada y celebrada por Petrarca, aunque algunos creen que nunca existió y que fue sólo un recurso poético, pudiendo referirse el poeta al laurel, árbol sagrado del dios Apolo, dios grecorromano de la poesía.
Vivió desde 1310 hasta 1348 y murió en la pandemia de peste negra. Petrarca la conoció en la iglesia de Santa Clara durante su estancia en Aviñón el 6 de abril de 1327, el día de Viernes Santo.

## La Laura de Petrarca

### ElCancionero
La mayoría de lo que se conoce acerca de ella, imagen estilizada del amor cortés, procede de lo escrito por Petrarca, que en honor de Madonna Laura ('mi señora Laura') escribió su Cancionero, compuesto por 366 poemas:
- 263 en vida de Laura;
- 103 tras su muerte.

Realmente, no se sabe mucho acerca de ella, salvo que formó una familia numerosa, fue una esposa virtuosa y murió en 1348. Desde este primer encuentro con Laura, Petrarca pasó los siguientes tres años en Aviñón cantando su amor platónico y siguiendo sus pasos en sus paseos por la ciudad. Después, Petrarca dejó Aviñón y fue a Lombez (en Gers), donde ocupó una canonjía otorgada por el papa Benedicto XII. Probablemente la tumba de Laura podría haber sido descubierta por el poeta francés Maurice Scève en 1533.
En 1337, Petrarca regresó a Aviñón y compró una pequeña finca en Vaucluse para estar más cerca de su querida Laura. Aquí pasó los tres años siguientes, y siguió escribiendo numerosos sonetos en su honor. El cancionero petrarquista supuso un hito en la difusión del italiano como lengua literaria y popularizó por toda Europa la forma poética del soneto, llamado «soneto petrarquista». 

### LosTriunfos
Los Triunfos es alegoría religiosa en la que también aparece una Laura idealizada. En esta obra, el poeta dialoga con san Agustín, quien le reprocha que la figura de la amada represente el alejamiento de Petrarca a Dios y su apego a los bienes terrenales.